# タイラー・ロジャース (野球)
タイラー・スコット・ロジャース（Tyler Scott Rogers, 1990年12月17日 - ）は、アメリカ合衆国コロラド州リトルトン出身のプロ野球選手（投手）。右投右打。MLBのニューヨーク・メッツ所属。
双子の兄のテイラーもプロ野球選手であり、こちらは左腕投手である。

## 経歴

### プロ入りとジャイアンツ時代
2013年のMLBドラフト10巡目（全体340位）でサンフランシスコ・ジャイアンツから指名され、プロ入り。契約後、傘下のルーキー級アリゾナリーグ・ジャイアンツでプロデビュー。A-級 セイラム＝カイザー ・ボルケーノズでもプレーし、2球団合計で20試合に登板して1勝1敗、防御率2.30、31奪三振を記録した。
2014年はA級オーガスタ・グリーンジャケッツとA+級サンノゼ・ジャイアンツでプレーし、2球団合計で56試合に登板して4勝0敗2セーブ、防御率1.81、83奪三振を記録した。オフにはアリゾナ・フォールリーグに参加し、スコッツデール・スコーピオンズに所属した。
2015年はA+級サンノゼとAA級リッチモンド・フライングスクウォーレルズでプレーし、2球団合計で52試合に登板して5勝2敗1セーブ、防御率2.00、101奪三振を記録した。
2016年はAA級リッチモンドとAAA級サクラメント・リバーキャッツでプレーし、2球団合計で59試合（先発1試合）に登板して2勝2敗11セーブ、防御率3.27、46奪三振を記録した。オフには2年ぶりにアリゾナ・フォールリーグに参加し、前回と同じくスコッツデール・スコーピオンズに所属した。
2017年はAAA級サクラメントでプレーし、55試合に登板して4勝4敗10セーブ、防御率2.37、43奪三振を記録した。
2018年もAAA級サクラメントでプレーし、51試合に登板して3勝2敗3セーブ、防御率2.13、60奪三振を記録した。
2019年は延長キャンプの後にAAA級サクラメントでプレーし、8月27日にメジャー契約を結んでアクティブ・ロースター入りした。同日のアリゾナ・ダイヤモンドバックス戦にてメジャーデビュー。この年メジャーでは17試合に登板して2勝無敗5ホールド、防御率1.02、16奪三振を記録した。
2020年は短縮シーズンとなる中、29試合に登板して3勝3敗3セーブ10ホールド、防御率4.50、27奪三振を記録した。
2021年はキャリアハイとなる80試合に登板して7勝1敗と大幅に勝ち越した。また、こちらもキャリアハイとなる13セーブ30ホールド、防御率2.22、55奪三振を記録した。
2022年4月11日のパドレス戦で兄のテイラーと対面。粋な計らいでメンバー表の交換も兄弟で務めた。試合にも出場し、史上5組目の双子の同一試合出場となった。同年は68試合に登板して3勝4敗と3年ぶりとなる負け越した。また、15ホールド、防御率3.57、49奪三振を記録した。
2023年は前年と同じ68試合に登板したが、4勝5敗と2年連続の負け越しとなった。また、2セーブ、キャリアハイに並ぶ30ホールド、防御率3.04、キャリアハイとなる60奪三振を記録した。
2024年は77試合に登板して3勝4敗と3年連続となる負け越しとなった。また、1セーブ、キャリアハイを更新する32ホールド、防御率2.82、51奪三振を記録した。
2025年は後述の移籍前までに53試合に登板して4勝3敗20ホールド、防御率1.80、38奪三振を記録していた。

### メッツ時代
2025年7月30日にホセ・ブット、ブレイド・ティドウェル、ドリュー・ギルバートとのトレードでニューヨーク・メッツに移籍し、同日にDFAとなったショーン・ジェリーと入れ替わって40人枠入りした。なお、この日は兄テイラーもケブライアン・ヘイズとのトレードで、ピッツバーグ・パイレーツに移籍した。

## 選手としての特徴
近年では珍しい、低いアングルから投げるサブマリン右腕である。
70マイル台の浮き上がるスライダー（通称・ライジングスライダー）が最大の武器。そのスライダーは決して速い球ではないが、「フリスビー」に喩えられる変化量やその独特の軌道からど真ん中に入っても空振りを取ることすらある。

## 人物
一卵性ということあり、兄のテイラーとは良く似ており、テイラーがタイラーの所属するジャイアンツが出場していた2021年のナショナルリーグディビジョンシリーズをスタンドから観戦しにきた際にはファンからテイラーが「なぜスタンドにいるのか？」と勘違いされたほどである。
2022年12月28日、ミルウォーキー・ブルワーズからFAとなっていた兄のテイラーがジャイアンツと3年総額3300万ドルの契約を結び、同じユニフォームを着てプレーすることとなった。

## 詳細情報

### 年度別投手成績
| 年 度    | 球 団    | 登 板 | 先 発 | 完 投 | 完 封 | 無 四 球 | 勝 利 | 敗 戦 | セ 丨 ブ | ホ 丨 ル ド | 勝 率 | 打 者 | 投 球 回 | 被 安 打 | 被 本 塁 打 | 与 四 球 | 敬 遠 | 与 死 球 | 奪 三 振 | 暴 投 | ボ 丨 ク | 失 点 | 自 責 点 | 防 御 率 | W H I P |
| -------- | -------- | ----- | ----- | ----- | ----- | -------- | ----- | ----- | -------- | ----------- | ----- | ----- | -------- | -------- | ----------- | -------- | ----- | -------- | -------- | ----- | -------- | ----- | -------- | -------- | ------- |
| 2019     | SF       | 17    | 0     | 0     | 0     | 0        | 2     | 0     | 0        | 5           | 1.000 | 70    | 17.2     | 12       | 0           | 3        | 0     | 1        | 16       | 1     | 0        | 3     | 2        | 1.08     | 0.85    |
| 2020     | SF       | 29    | 0     | 0     | 0     | 0        | 3     | 3     | 3        | 10          | .500  | 123   | 28.0     | 31       | 2           | 6        | 0     | 4        | 27       | 0     | 0        | 16    | 14       | 4.50     | 1.32    |
| 2021     | SF       | 80    | 0     | 0     | 0     | 0        | 7     | 1     | 13       | 30          | .875  | 326   | 81.0     | 74       | 5           | 13       | 0     | 5        | 55       | 0     | 0        | 23    | 20       | 2.22     | 1.07    |
| 2022     | SF       | 68    | 0     | 0     | 0     | 0        | 3     | 4     | 0        | 15          | .429  | 319   | 75.2     | 73       | 3           | 23       | 0     | 5        | 49       | 1     | 1        | 34    | 30       | 3.57     | 1.27    |
| 2023     | SF       | 68    | 0     | 0     | 0     | 0        | 4     | 5     | 2        | 30          | .444  | 309   | 74.0     | 66       | 7           | 19       | 2     | 3        | 60       | 0     | 0        | 27    | 25       | 3.04     | 1.15    |
| 2024     | SF       | 77    | 0     | 0     | 0     | 0        | 3     | 4     | 1        | 32          | .429  | 290   | 70.1     | 67       | 7           | 6        | 2     | 7        | 51       | 1     | 0        | 23    | 22       | 2.82     | 1.04    |
| MLB：6年 | MLB：6年 | 339   | 0     | 0     | 0     | 0        | 22    | 17    | 19       | 122         | .564  | 1437  | 346.2    | 323      | 24          | 70       | 4     | 25       | 258      | 3     | 1        | 126   | 113      | 2.93     | 1.13    |

- 2024年度シーズン終了時
- 各年度の太字はリーグ最高

### ポストシーズン投手成績
| 年 度     | 球 団     | シ リ ｜ ズ | 登 板 | 先 発 | 勝 利 | 敗 戦 | セ ｜ ブ | 打 者 | 投 球 回 | 被 安 打 | 被 本 塁 打 | 与 四 球 | 敬 遠 | 与 死 球 | 奪 三 振 | 暴 投 | ボ ｜ ク | 失 点 | 自 責 点 | 防 御 率 |
| --------- | --------- | ----------- | ----- | ----- | ----- | ----- | -------- | ----- | -------- | -------- | ----------- | -------- | ----- | -------- | -------- | ----- | -------- | ----- | -------- | -------- |
| 2021      | SF        | NLDS        | 4     | 0     | 1     | 0     | 0        | 16    | 3.1      | 5        | 0           | 1        | 0     | 0        | 1        | 0     | 0        | 0     | 0        | 0.00     |
| 出場：1回 | 出場：1回 | 出場：1回   | 4     | 0     | 1     | 0     | 0        | 16    | 3.1      | 5        | 0           | 1        | 0     | 0        | 1        | 0     | 0        | 0     | 0        | 0.00     |

- 2024年度シーズン終了時

### 年度別守備成績
| 年 度 | 球 団 | 投手（P） | 投手（P） | 投手（P） | 投手（P） | 投手（P） | 投手（P） |
| 年 度 | 球 団 | 試 合     | 刺 殺     | 補 殺     | 失 策     | 併 殺     | 守 備 率  |
| ----- | ----- | --------- | --------- | --------- | --------- | --------- | --------- |
| 2019  | SF    | 17        | 1         | 4         | 0         | 0         | 1.000     |
| 2020  | SF    | 29        | 3         | 6         | 0         | 0         | 1.000     |
| 2021  | SF    | 80        | 9         | 17        | 0         | 4         | 1.000     |
| 2022  | SF    | 68        | 5         | 21        | 1         | 1         | .963      |
| 2023  | SF    | 68        | 4         | 13        | 1         | 1         | .944      |
| 2024  | SF    | 77        | 5         | 9         | 1         | 1         | .933      |
| MLB   | MLB   | 339       | 27        | 70        | 3         | 7         | .970      |

- 2024年度シーズン終了時
- 各年度の太字はリーグ最高

### 背番号
- 71（2019年 - ）